# Bradina mannusalis
Bradina mannusalis là một loài bướm đêm trong họ Crambidae.